# David Gandy
David James Gandy (Billericay, Essex, 19 de febrero de 1980) es un supermodelo británico. Hijo de una familia trabajadora, se crio en el condado de Essex. Después de ganar un concurso de modelos televisado en 2001, se convirtió en un exitoso modelo. Por varios años, Gandy ha sido el modelo de referencia de los diseñadores italianos Domenico Dolce y Stefano Gabbana, quienes lo han incluido en sus campañas y shows; convirtiéndolo en el rostro de la firma desde el 2006.
En una industria dominada por modelos delgados y andróginos, La empresa de Management ZMGROUP que manejaba en ese momento a Gandy consideró que su complexión musculosa podría ser el cambio que requería la industria de la moda, para que el hombre dirigiera su atención hacia un estándar más masculino. El aumento de su popularidad y el reconocimiento de su nombre dieron como resultado un extenso abanico de portadas de revistas, reportajes, entrevistas y premios. A la par de participar en proyectos relacionados con la moda, tiene otros proyectos personales como escribir un blog para la revista Vogue y artículos sobre motor (coches) para la edición británica de GQ, desarrollar aplicaciones para teléfonos móviles y participar en distintos proyectos solidarios.

## Carrera como modelo

### Antecedentes
En su juventud, David Gandy quería ser veterinario, pero sus notas no fueron lo suficientemente altas para los estándares requeridos para esa carrera. Así, durante sus estudios de informática multimedia, entró a trabajar para Auto Express llevando los más recientes modelos de Porsche y Jaguar en la pista de pruebas. Antes de graduarse de la carrera de Mercadotecnia en la Universidad de Gloucestershire, su compañero de cuarto lo inscribió (sin su conocimiento) en un concurso de modelos en el programa de televisión This Morning, presentado por Richard y Judy, en la cadena ITV. Con 21 años, Gandy ganó el concurso, que incluía entre sus premios un contrato con la agencia "Select Model Management" en Londres.

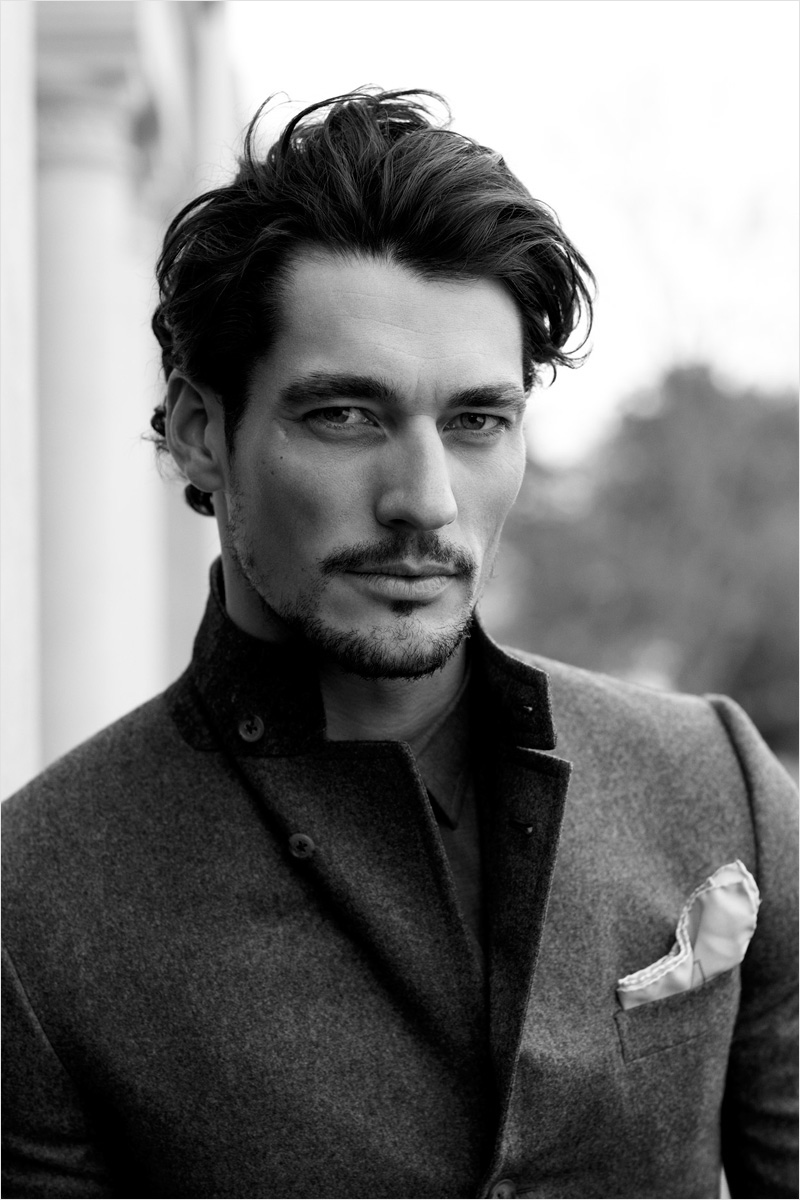
David Gandy para GQ Japón por Arnaldo Anaya-Lucca (2009)

### Trayectoria
Durante los primeros años de su carrera, Gandy trabajó para distintas compañías, entre las que se incluyen: 7 for all Mankind, Zara, Gant U.S.A., Hugo Boss, Russell & Bromley, H&M, Carolina Herrera, Massimo Dutti, entre otras. En 2006, se convirtió en el rostro de Dolce & Gabbana, protagonizando anualmente sus campañas y desfiles hasta 2011, trabajando con supermodelos femeninas como Gemma Ward, Scarlett Johansson y Naomi Campbell, así como con modelos masculinos como Noah Mills, Tony Ward y Adam Senn.
David es más conocido por el anuncio de la fragancia de Dolce & Gabbana "Light Blue" del año 2007 con Marija Vuyovic (realizado por el fotógrafo Mario Testino), que tuvo más de 11 millones de visitas en línea y un espectacular cartel de 15 metros de alto con su fotografía desplegado en Times Square. Fotografiado por Mariano Vivanco, posó para el calendario de la marca en 2008. Gandy volvió como protagonista de la segunda campaña de "Light Blue" en 2010, esta vez acompañado por Anna Jagodzinska. También participó en un cortometraje promocional de los Hoteles W con Helena Christensen, llamado Away We Stay.
En 2011, la casa de moda publicó David Gandy by Dolce & Gabbana, un libro ilustrado de 280 páginas que relata sus años de colaboración. Ese mismo año, Gandy tuvo cuatro portadas de revista y cinco editoriales de moda. En 2012, apareció en dieciséis portadas de revista, dieciocho editoriales de moda y trabajó para Banana Republic, Lucky Brand Jeans, El Palacio de Hierro y Marks & Spencer. Además, Gandy fue nombrado embajador de la marca "Blue Label" de Johnnie Walker.
En 2013, "Dolce & Gabbana" lanzó la tercera versión de la campaña de “Light Blue” con Gandy como protagonista. Una vez más, Mario Testino realizó las fotografías y filmó el anuncio en exteriores en la isla de Capri, pero esta vez la protagonista femenina fue la modelo Bianca Balti. Este año también colaboró con Bionda Castana, una compañía de zapatos británica en el film David Gandy's Goodnight. En él, David seduce a varias mujeres, quienes descubrirán que les ha robado los zapatos.
El 26 de septiembre, David y Jaguar dieron a conocer un cortometraje llamado Escapism, en el que podemos ver a Gandy conducir modelos, como el C-Type, E-Type, XKSS, así como el nuevo F-Type. En noviembre, Marks & Spencer lanzó su campaña navideña del 2013 "Magic & Sparkle". Con un tema de los cuentos de hadas, participaron junto a Gandy, Rosie Huntington-Whiteley y Helena Bonham Carter.
En mayo del 2014, David colaboró en el video  "First Love" de Jennifer López , dirigido por Anthony Madler. Éste fue su primer videoclip musical y fue grabado en el desierto de Mojave, California. El 15 de junio, Marks & Spencer anunció que Gandy ha diseñado una línea de ropa interior y ropa para dormir llamada "David Gandy for Autograph". Esta colección que será modelada por David se presentó el 18 de septiembre del 2014, con apariciones en diferentes ciudades para su lanzamiento. En agosto, Henry Poole & Co, de Savile Row anunció que expandirán su mercado hacia la moda japonesa y Gandy será el modelo de los anuncios y campañas.
En 2015, Gandy colaboró con Carmen Dell'Orefice e Isabeli Fontana en la promoción de la reapertura del Palacio de Hierro de Polanco en la Ciudad de México, tras la fastuosa remodelación.
Esta sucursal ha ganado popularidad en el continente gracias a la participación de estos modelos en la campaña, así como las marcas de lujo encontradas ahí. Destacan Louis Vuitton, Hermès, Montblanc entre otras.

## Otros proyectos

### Moda

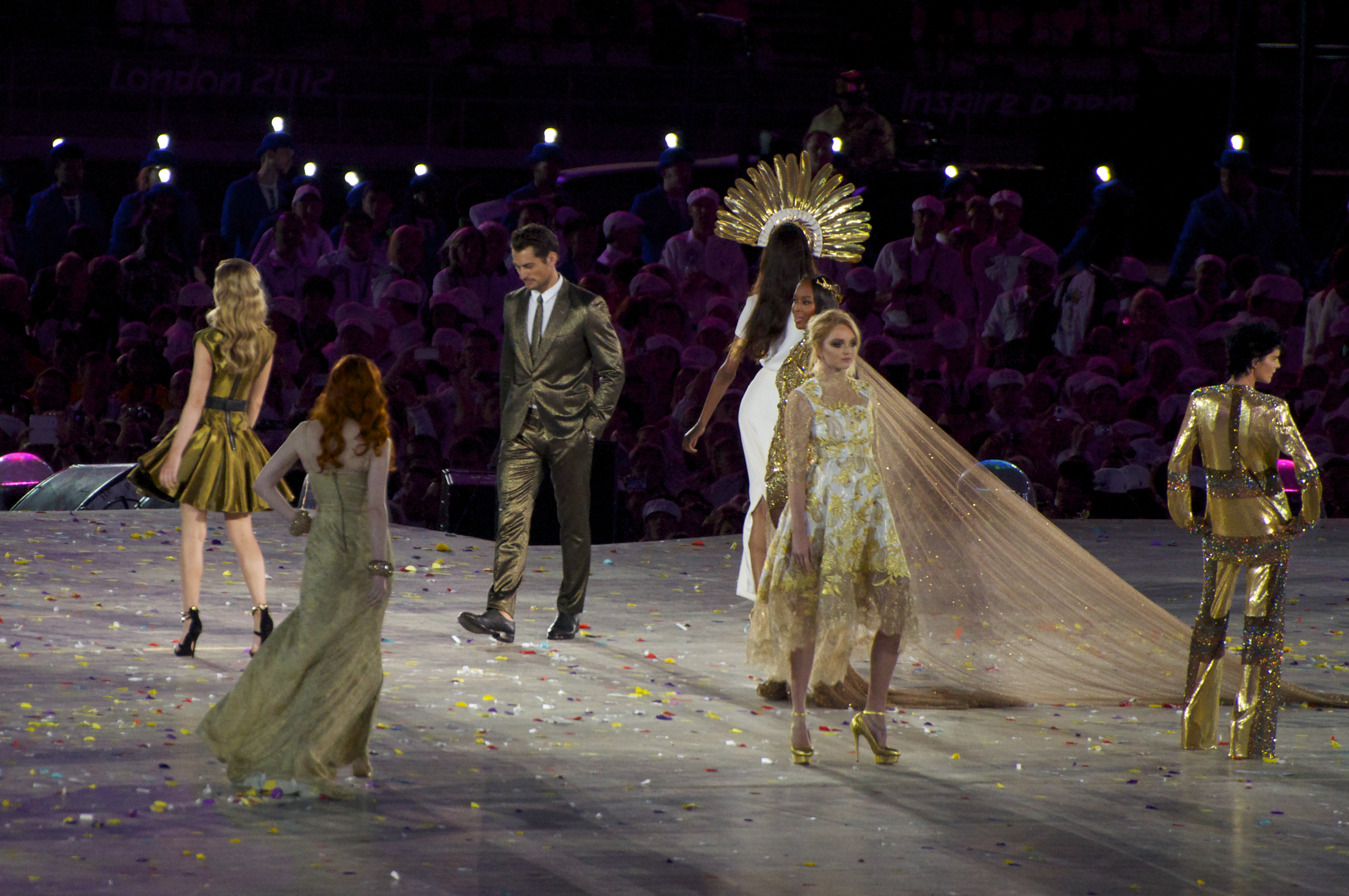
Olimpiadas 2012 - modelos británicos

En mayo de 2010, David dio una conferencia en la Universidad de Oxford como miembro de un cartel que incluía a Tony McGee, Claire Wilcox, conservadora del museo "Victoria and Albert", la asesora de moda Frances Card y Dolly Jones, editora de la Vogue británica. Algunos ilustres conferenciantes en esta universidad fueron Winston Churchill, la Reina Isabel y la Madre Teresa. Ese mismo año lanzó la aplicación para dispositivos móviles “David Gandy Men’s Style Guide”, en la cual ofrece consejos de estilo y moda, que se situó en el Top 3 en la categoría "Lifestyle" de aplicaciones.
En septiembre de 2011, Gandy fue nombrado portavoz de la campaña de búsqueda de modelos “Luck Is An Attitude” (La Suerte es una Actitud) de Martini, presentada desde la Escalinata de la Plaza de España en Roma (Italia), la cual se abrió especialmente para el evento. También fue elegido para ser parte del comité del "British Fashion Council", para el lanzamiento de “London Collections: Men”, como parte de la "Fashion Week" de Londres 2012.
Durante la ceremonia de clausura de los Juegos Olímpicos de 2012, David fue el único modelo masculino que desfiló por la pasarela en forma de Union Jack (bandera británica), donde vistieron ropa de diseñadores británicos, junto a las modelos Naomi Campbell, Kate Moss, Jourdan Dunn, Lily Donaldson, Georgia May Jagger, Karen Elson y Stella Tennant. Para la ocasión, vistió un traje dorado hecho a medida por el diseñador Paul Smith. El 19 de noviembre del 2012, Gandy fue invitado de nuevo a la Oxford Union, esta vez junto a Alex Bilmes, editor de Esquire, para debatir acerca de “la importancia de la moda masculina”.
El 28 de abril, David acudió al "Vogue Festival 2013" como participante en el debate “Too Fat, Too Thin, Will We Ever Be Content?” ("Muy gordos, muy delgados ¿Llegaremos a estar satisfechos?").  El debate, dirigido por la editora jefa de Vogue, Fiona Golfar, incluyó también a la modelo Daisy Lowe, la actriz y cantante Patsy Kensit y la editora colaboradora de Vogue, Christa D´Souza.

### Escritura y otras áreas

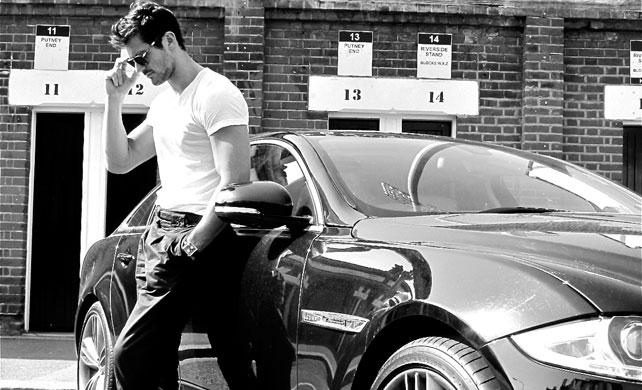
David Gandy, como revisor de coches para GQ (2012)

Desde febrero de 2011, Gandy ha escrito regularmente un blog para la Vogue británica donde habla sobre su carrera, moda/estilo, coches, antigüedades y la vida en Londres. También ejerce como crítico oficial de coches para la revista GQ británica. En octubre de 2011, el diario de Londres Evening Standard ofreció a Gandy ser escritor/editor invitado de su edición para hombre. Su físico ha inspirado entrevistas sobre fitness, vídeos de ejercicio, así como su propia aplicación fitness lanzada en diciembre del 2012.
Después de recibir su licencia de carreras en 2012, Gandy fue invitado a ser uno de los pilotos de la carrera italiana "Mille Miglia 2013". Cada año, este evento de tres días recorre de ida y vuelta casi 200 pueblos italianos desde Brescia a Roma recreando las carreras originales que se realizaron entre 1927 y 1957. Él y su copiloto, Yasmin Le Bon, fueron parte del “Equipo Jaguar”, conduciendo un modelo XK120 de 1950. Al inicio de la carrera, Gandy y Le Bon fueron “expulsados de la carretera por otro competidor”, lo que causó daños en el guardabarros y el lateral del antiguo vehículo. Finalmente, regresaron a la carrera terminando en el puesto 158 de los 415 competidores participantes.
El 12 de septiembre de 2013, The Daily Telegraph lanzó la nueva sección de estilo de vida para hombres llamada "Telegraph Men". Anunciaron que David quería contribuir como columnista.

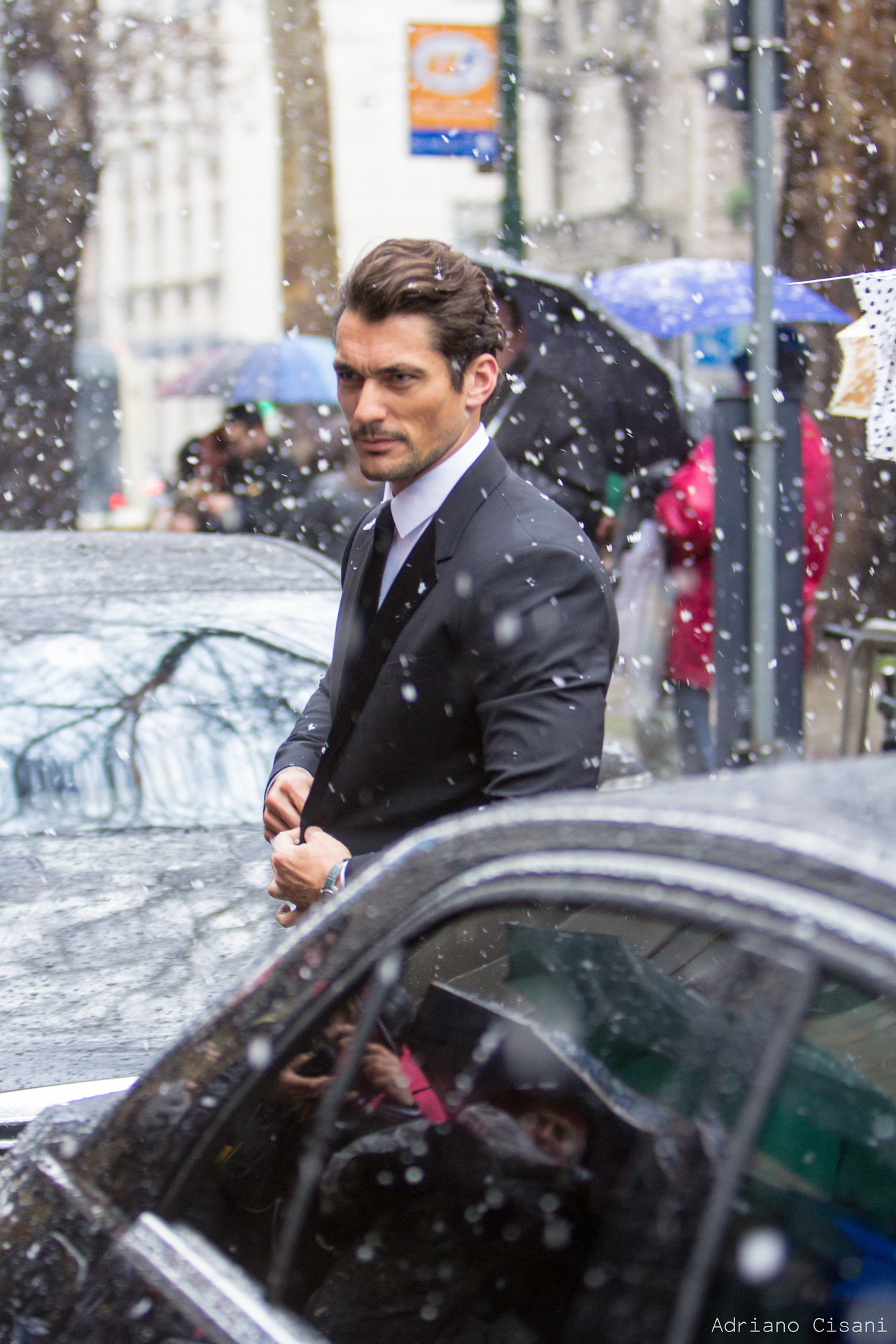
David Gandy en el Dolce & Gabbana Fashion Show de Milán (2013)

### Reconocimientos
Gandy ha sido nominado o ha recibido varios reconocimientos dentro de la industria de la moda. En 2008, la revista Glamour de España lo nombró “Rostro Masculino Internacional Más Bello” en un evento en Madrid, España. El 26 de junio de 2009, la revista Forbes lo situó como el tercer modelo de más éxito, detrás de Matt Gordon y Sean O'Pry. En 2010, Gandy fue el primer hombre nominado a “Modelo del Año” por el "British Fashion Council" y ShortList lo nombró “Face of Today” (El Rostro de Hoy) en 2011.
El diario Evening Standard incluyó a Gandy en su lista de “Las 1.000 personas más influyentes en Londres” en 2011 y de nuevo en 2012. Por segunda vez, el BFC lo nominó a “Modelo del Año” en 2012. Los lectores de Glamour, lo votaron como uno de los “100 Hombres Más Sexy del 2012” y la revista GQ lo posicionó el número 17 dentro de los “50 Hombres Mejor Vestidos de Gran Bretaña” en 2012. A finales del 2012, Models.com lo situó el número 4 de su lista “Chicos de dinero” y el número 5 de “Iconos Top”.
Cosmopolitan nombró a Gandy “Hombre Más Sexy del 2013” y la GQ británica lo incluyó en su lista del 2013 de los “100 Hombres Más Influyentes en Gran Bretaña”. En octubre, Forbes lo colocó en el 2° lugar dentro de la lista de "Los Modelos Masculinos con Mayores Ingresos del Mundo 2013", solo por detrás de Sean O'Pry. En diciembre, los lectores de Glamour votaron por él como uno de "Los Hombres Más Sexies del 2013". Y GQ México lo reconoció como uno de los mejor vestidos de 2013.
A principios del 2014, Gandy se colocó en el #3 de la lista "Money Guys" de Models.com y el #3 en su lista "Top Icons".
En agosto del 2014, encabezó la lista de los modelos masculinos más famosos del mundo de la revista Marie Claire. El pasado día 3 de noviembre de 2014, la revista GQ España en su vigésimo aniversario le otorgó, en Madrid, el Premio Especial GQ20 al Mejor Modelo del Año. En diciembre, Harper's Bazaar lo incluyó en su lista de los Mejor Vestidos del Año y la revista ¡Hola! lo reconoció como el hombre que más veces apareció en su lista de los mejor vestidos durante todo el 2014.

### Filantropía
Además de su carrera como modelo, colabora de forma habitual en campañas solidarias como "Red Nose Day", en la que se recaudan fondos para la organización "Comic Relief". El 19 de febrero del 2010, Gandy participó en el evento “Fashion for Relief”. El acto fue organizado por Naomi Campbell para recaudar dinero para las víctimas del terremoto de Haití.
El 17 de abril del 2011, Gandy fue parte del equipo “Oxglam” que participó en el Maratón de Londres para recaudar fondos para la organización Oxfam. Otros miembros del “Oxglam” fueron Agyness Deyn y el diseñador Henry Holland. En mayo del 2011, Gandy lució la camiseta creada por la diseñadora Katherine Hamnett y lo recaudado por las ventas se destinó a la campaña “Save The Sea” (Salvemos el Mar) de la Fundación "Environmental Justice".
El 23 de marzo del 2012, Gandy, junto a la modelo Kate Moss y la diseñadora Stella McCartney, hizo una aparición especial en la comedia Absolutely Fabulous en beneficio de "Sport Relief 2012". Tres días después, el refugio para animales británico "Battersea Dogs & Cats Home" anunció que Gandy había sido nombrado la primera celebridad en ser embajador de la institución. En enero de 2013, Gandy lanzó “Blue Steel Appeal”, la fundación que había creado para recaudar fondos para el "Red Nose Day" de Comic Relief. La institución, que debe su nombre a la película satírica de la moda Zoolander, organizará una serie de eventos para la recaudación de fondos. El primero de ellos fue una subasta en EBay desarrollada del 7 al 17 de marzo de 2013 que incluía objetos de colección y experiencias relacionadas con la moda donados por personajes conocidos como Victoria Beckham, Mollie King, "Dolce & Gabbana", "Lucky Brand Jeans" o el grupo One Direction entre otros.
Durante la London Collections: Men SS15, Gandy participó en One of the Boys, un show de celebridades organizado por el actor Samuel L. Jackson, para promover la difusión del cáncer testicular para incitar a su temprana detección.

## Apariciones en los medios
2014
- Entertainment Tonight
- Ireland AM
- Mornings (TV show)

2013
- Nightline[56]
- Alan Carr: Chatty Man[57]
- Comic Relief's Big Chat with Graham Norton[58]

2012
- Absolutely Fabulous[59]

2010
- The Jonathan Ross Show[10]

## Galería

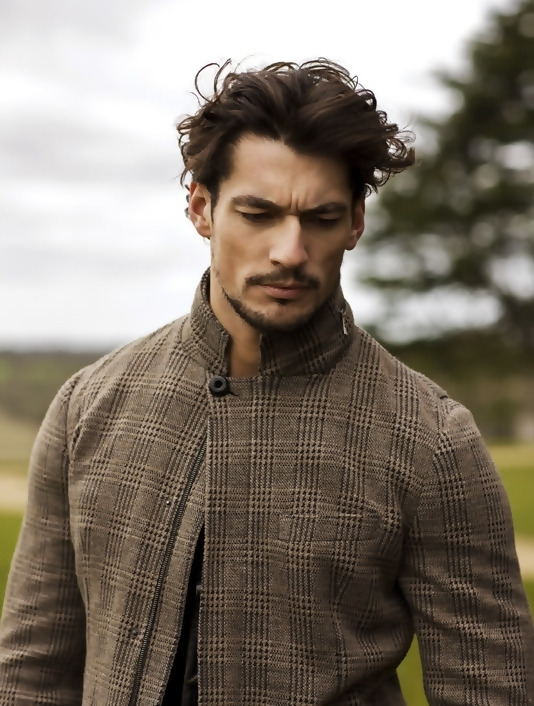
(2009) David Gandy para GQ Japón
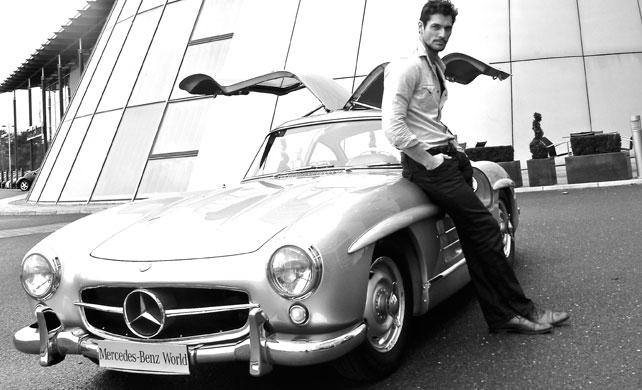
(2011) David Gandy con Mercedes Gullwing
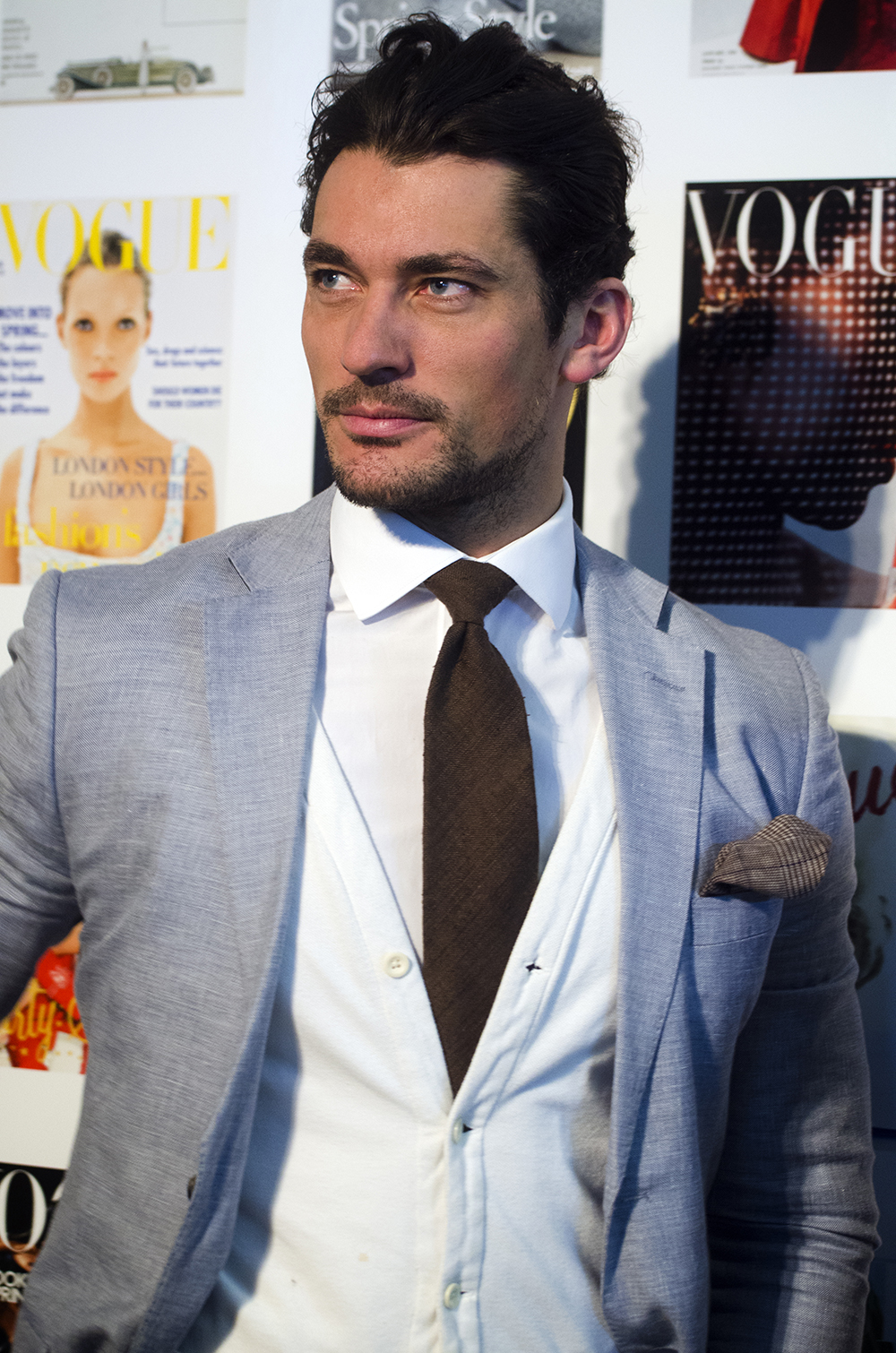
(2013) David Gandy en el Festival de Vogue
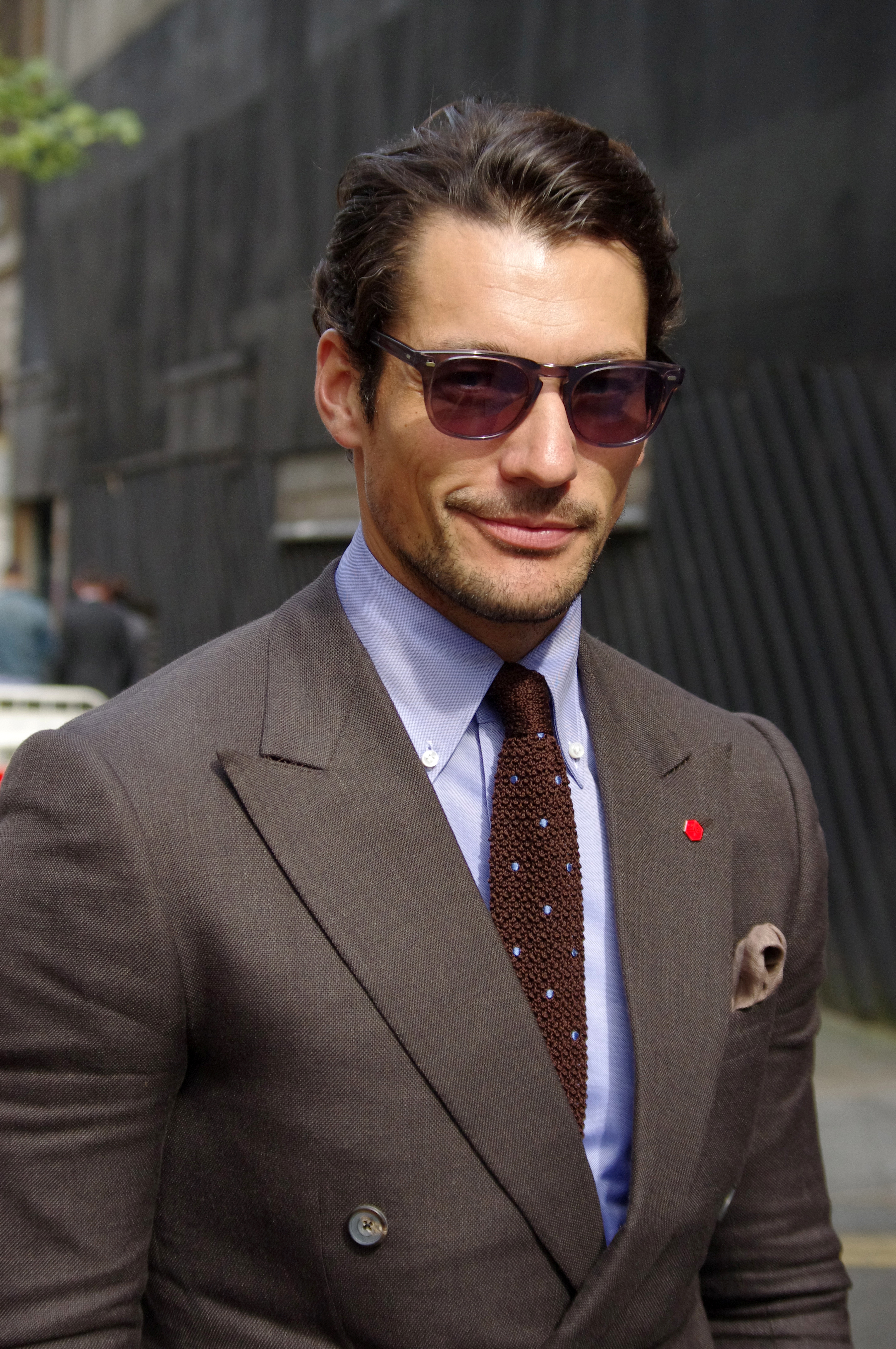
(2013) David Gandy durante las London Colections: Men SS14